# Metropolia di Cizico

Mappa delle sedi metropolitane del patriarcato di Costantinopoli in Anatolia attorno al 1880.

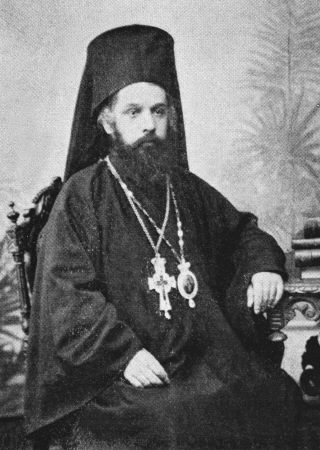
Costantino Arampoglous, ultimo metropolita residente di Cizico.

La metropolia di Cizico (in greco Ιερά Μητρόπολις Κυζίκου?, Iera Mitropolis Kyzikou) è una sede soppressa del patriarcato di Costantinopoli.

## Storia
Cizico, le cui rovine si trovano nei pressi di Balkïzseray nella provincia di Balıkesir in Turchia, è l'antica sede metropolitana della provincia romana dell'Ellesponto nella diocesi civile di Asia e nel patriarcato di Costantinopoli.
Incerte sono le origini e la diffusione del cristianesimo a Cizico. Il sinassario greco ricorda un San Mirone, che avrebbe subito il martirio all'epoca dell'imperatore Decio (metà del III secolo); lo stesso martire è ricordato nel Martirologio Romano alla data del 17 agosto. Il martirologio commemora anche i vescovi Emiliano l'8 agosto, e Sisinnio il 23 novembre. Nel Vetus Martyrologium Romanum sono menzionati anche Trifena (31 gennaio), e Fausta e Evilasio (20 settembre).
Nelle Notitiae Episcopatuum Cizico occupa il 5º posto nell'ordine gerarchico delle metropolie del patriarcato di Costantinopoli, e manterrà questa posizione fino al XIX secolo, quando salirà alla 4º posizione. In epoca bizantina ebbe fino a 13 diocesi suffraganee; nella Notitia attribuita all'imperatore Leone VI (inizio X secolo), le sono attribuite le seguenti suffraganee: Pemaneno, Oca, Baris, Adrianothera, Lampsaco, Abido, Dardano, Ilio, Troade, Pionia, Miletopoli, San Cornelio o Scepsi e Adriania. Tutte queste diocesi scomparirono dopo la fine dell'impero bizantino.
Cizico fu distrutta da un terremoto nel 1063 e i metropoliti trasferirono la loro sede altrove; dopo l'occupazione ottomana della regione (1336), si stabilirono ad Artaki, oggi chiamata Erdek, ad una decina di chilometri da Cizico, dove sono ininterrottamente attestati dal 1725 fino alla dissoluzione della metropolia.
A partire dai primi decenni del XIV secolo il metropolita di Cizico assunse il titolo di «ipertimo ed esarca di tutto l'Ellesponto».
Nel 1904 la metropolia, che all'epoca occupava la parte nord-occidentale del vilayet di Hüdavendigâr e il sangiaccato indipendente di Biga, contava circa 66000 fedeli distribuiti in 65 centri, con 71 chiese e 98 preti; la cattedrale era dedicata a San Nicola.
Il 5 marzo 1913 cedette una porzione di territorio a vantaggio dell'erezione della metropolia di Dardanellia e Lampsaco.
A seguito del trattato di Losanna, per porre fine alla guerra greco-turca, nel 1923 fu attuato uno scambio di popolazioni tra Grecia e Turchia che portò alla totale estinzione della presenza cristiana ortodossa nel territorio della metropolia di Cizico.

## Cronotassi

### Periodo romano e bizantino
- Afrodisio † (III secolo)
- Teodosio †
- San Nicone † (? succeduto - circa 250 deceduto)
- Teonas † (menzionato nel 325)
- Ascolio † (al tempo di Costantino)
- Macedonio † (menzionato nel 344)
- Germinio † (? - circa 355/356 nominato vescovo di Sirmio)
- Eleusio † (circa 355/356 - 360 deposto)
- Eunomio † (360 - ? deposto)
- Eleusio † (prima del 381 - dopo il 383) (per la seconda volta)
- Dalmazio † (menzionato nel 431)
  - San Proclo † (? - 434 eletto patriarca di Costantinopoli) (vescovo eletto)
- Diogene † (prima del 449 - dopo il 451)
- Evezio † (menzionato nel 458)
- Basilisco † (prima del 518 - dopo il 520)
- Eusebio † (? - 536 deceduto)
- Euprepio † (menzionato nel 553)
- Stefano I † (menzionato nel 610)
- Giovanni I †
- Giorgio I † (prima del 680 - dopo il 681)[6]
- Germano † (705 o 706 - 11 agosto 715 eletto patriarca di Costantinopoli)
- Nicola † (menzionato nel 787)[7]
- Anonimo (Emiliano?) † (menzionato a novembre 812)[8]
- Sant'Emiliano † (prima di dicembre 814 - 815 deposto e/o deceduto)[9][10]
- Giovanni II † (menzionato nell'836)[11]
- Anonimo † (? - 846 deceduto)
- Giacomo I † (circa metà del IX secolo)[9]
- Antonio † (? - marzo 859 deposto)[12]
- Amfilochio † (circa 859 - 869 deposto)[13]
- Barnaba † (869 - ?)[14]
- Gregorio † (menzionato nell'879)[9][15]
- Epifanio † (circa IX secolo)[9]
- Daniele I † (IX/X secolo)[16]
- Cristoforo † (menzionato nel 901)[17]
- Anonimo † (prima del 917/918)[18]
- Ignazio † (prima del 914 - dopo il 917/918)[19]
- Demetrio I † (menzionato nel 920/925)[9][20]
- Teodoro † (prima del 935/938 - dopo il 959)[21]
- Anonimo † (menzionato nel 963/969)[22]
- Anonimo † (seconda metà del X secolo)[23]
- Anonimo † (menzionato nel 1019)[24]
- Demetrio II † (prima del 1028- dopo il 1039)[25][26]
- Teofane † (menzionato nel 1054)[27]
- Leone † (XI secolo)[28]
- Michele † (XI secolo)[29]
- Romano † (menzionato nel 1072)[30]
- Simeone † (menzionato nel 1079)[31]
- Anonimo † (documentato nel 1082, 1086, 1089)[32]
- Anonimo † (XII secolo)[33]
- Stefano II † (XII secolo)[34]
- Teofilo † (menzionato nel 1147)[35]
- Giovanni III † (menzionato nel 1157)[36]
- Basilio † (menzionato nel 1166)[37]
- Giovanni IV † (menzionato nel 1170)[38]
- Giorgio II † (menzionato nel 1191)
- Giorgio III † (menzionato nel 1254)
- Teodoro Skutariotes † (prima del 1270 - dopo il 1283)
- Daniele II † (menzionato nel 1285)[39]
- Nicone †
- Kalamas † (XIII secolo ?)
- Niceta † (verso il 1300)
- Nefone I † (prima del 1303 - 9 maggio 1310 eletto patriarca di Costantinopoli)[40]
- Atanasio I † (prima del 1324 - dopo il 1347)
- Arsenio † (prima del 1350 - 1368)
- Teodoreto † (menzionato nel 1370)

### Periodo ottomano e turco
- Sebastiano † (menzionato nel 1381)
- Matteo I † (novembre 1387 - ottobre 1397 eletto patriarca di Costantinopoli)
- Teognosto † (1400 - ?)
- Metrofane I † (prima del 1437 - 4 maggio 1440 eletto patriarca di Costantinopoli)
- Partenio I †
- Joasaph † (menzionato nel 1565)
- Achille † (menzionato nel 1580 e 1586)
- Damasceno † (menzionato nel 1593)
- Gabriele † (fine del XVI secolo)
- Partenio II † (prima del 1618 - novembre 1633 deceduto)
- Antimo II † (19 novembre 1633 - 1653)
- Paisio † (aprile 1653 - marzo 1654 eletto patriarca di Costantinopoli)
- Metrofane II † (settembre 1656 - dopo il 1675)
- Cirillo † (prima del 1685 - dicembre 1711 eletto patriarca di Costantinopoli)
- Assenzio † (1712 - 1724)
- Anania † (1725 - dopo il 1755)
- Gerasimo I † (prima del 1766 - 6 novembre 1768)
- Antimo III † (12 novembre 1768 - luglio 1769)
- Gerasimo II † (luglio 1769 - febbraio 1778)
- Agapio Gryparis † (febbraio 1778 - 1794 deceduto)
- Gioacchino I † (settembre 1794 - 14 maggio 1806 dimesso)
- Macario † (maggio 1806 - 12 luglio 1811 deceduto)
- Costantino I † (12 luglio 1811 - 1822 deceduto)
- Zaccaria † (1822 - 1823 dimesso)[41]
- Matteo II Megalos † (agosto 1823 - luglio 1831 deceduto)
- Antimo IV Chrysafidis † (luglio 1831 - 6 maggio 1841 eletto patriarca di Costantinopoli)
- Melezio Pangalos † (maggio 1841 - 18 aprile 1845 eletto patriarca di Costantinopoli)
- Gioacchino II Kokkodis † (aprile 1845 - 4 ottobre 1860 eletto patriarca di Costantinopoli)
- Giacomo II † (11 ottobre 1860 - 21 maggio 1861 eletto patriarca di Alessandria)
- Nicodemo Konstantinidis † (24 maggio 1861 - gennaio 1900 deceduto)
- Costantino II Chatzimarkou † (18 gennaio 1900 - 13 ottobre 1903 deceduto)
- Atanasio II Megaklis † (18 ottobre 1903 - 4 maggio 1909 deceduto)
- Gregorio Zervoudakis † (12 maggio 1909 - 12 febbraio 1913 eletto metropolita di Calcedonia)[42]
- Costantino III Arampoglous † (2 aprile 1913 - 10 febbraio 1922 eletto metropolita di Prusa)
- Callinico Delikanes † (10 febbraio 1922 - 26 luglio 1932 eletto metropolita titolare di Cesarea)